# Autovía A-38
Die Autovía A-38 oder Autovía Valencia–Santa Pola ist eine Autobahn in Spanien. Nach Fertigstellung soll die 243 km lange Autobahn in Sollana beginnen und in Pilar de la Horadada enden.
Folgende Abschnitte sind fertiggestellt (Stand 2017):
- Sollana–Cullera Nord (14,9 km, seit 2008 bzw. 2011),
- Xeresa – Gandia (2,8 km, seit 2011) und
- Die Ortsumfahrung von Benidorm bis Villajoyosa (6,2 km, seit 2014).

Im Bau befinden sich und sollen bis 2019 fertiggestellt sein:
- Ortsumfahrung Cullera (10 km)
- Ortsumfahrung Benissa (4 km)

Alle weiteren Abschnitte sind in Planung.

## Streckenverlauf

### Abschnitte
| Position | Kurzbezeichnung des Abschnitts | Abschnitt                                                | km   | Eröffnung |
| -------- | ------------------------------ | -------------------------------------------------------- | ---- | --------- |
| 1        | A-50                           | Ávila-Narrillos de San Leonardo                          | 3    | 2006      |
| 2        | A-50                           | Narrillos de San Leonardo-Peñalba de Ávila               | 9,4  | 2008      |
| 3        | A-50                           | Peñalba de Ávila-San Pedro del Arroyo                    | 9    | 2008      |
| 4        | A-50                           | San Pedro del Arroyo-Chaherrero                          | 10,3 | 2008      |
| 5        | A-50                           | Chaherrero-Narros del Castillo                           | 11,6 | 2009      |
| 6        | A-50                           | Narros del Castillo-Peñaranda de Bracamonte              | 14   | 2008      |
| 7        | A-50                           | Peñaranda de Bracamonte-Alconada                         | 17,5 | 2009      |
| 8        | A-50                           | Alconada-Encinas de Abajo                                | 4    | 2009      |
| 9        | A-50                           | Encinas de Abajo-Santa Marta de Tormes (ost)             | 15,5 | 2009      |
| 10       | A-50                           | Santa Marta de Tormes (ost)-Santa Marta de Tormes (west) | 5,5  | 1997      |

### Streckenführung
| Position | km    | Abschnitt                                                                            | Anschluss an    |
| -------- | ----- | ------------------------------------------------------------------------------------ | --------------- |
| 1        |       | Valencia                                                                             | AP-7            |
| 2        | 2     | Sollana                                                                              |                 |
| 3        | 9–10  | Sueca (nord)-Algemesí                                                                | CV-515          |
| 4        | 12    | Sueca (Stadt) Corbera-Llaurí                                                         | CV-509          |
| 5        |       | Alicante weiter als N-332                                                            | N-332           |
| 6        |       | Abschnitt Cullera-Jeresa in Planung                                                  |                 |
| 7        |       | Alicante weiter als A-38                                                             |                 |
| 8        | 36    | Jeresa Valencia-Alicante                                                             | E-15 AP-7       |
| 9        | 38    | Gandia (nord)                                                                        |                 |
| 10       |       | Alicante weiter als N-332                                                            | N-332           |
| 11       |       | Abschnitt Gandia-Benidorm in Planung                                                 |                 |
| 12       |       | Alicante weiter als N-332/A-38                                                       |                 |
| 13       | N-332 | Benidorm Avda. Europa Playa Llevant Alicante-Valencia                                | E-15 AP-7       |
| 14       | N-332 | Benidorm-Terra Mítica La Nucia-Callosa Alicante-Valencia                             | CV-70 E-15 AP-7 |
| 15       | N-332 | Terra Mítica-Playa Ponent Alicante-Valencia                                          | E-15 AP-7       |
| 16       | N-332 | Finestrat-Villajoyosa Playa La Cala Calle F. Garcia Lorca Marina Baixa (Krankenhaus) | CV-767          |
| 17       |       | Alicante weiter als N-332                                                            | N-332           |
| 18       |       | Abschnitt Benidorm-Alicante in Planung                                               |                 |

## Größere Städte an der Autobahn
- Sollana
- Pilar de la Horadada